# Amerikanische Zwergmäuse
Die Amerikanischen Zwergmäuse (Baiomys) sind eine Gattung der Neuweltmäuse, bei denen es sich um die kleinsten Nagetiere Nordamerikas handelt. Sie haben eine Kopfrumpflänge von 5 bis 8 Zentimeter, hinzu kommen 4 bis 5 Zentimeter Schwanz. Das Gewicht beträgt nur 7 bis 8 Gramm. Das Fell ist oberseits braun und unterseits grauweiß gefärbt. In ihrer Heimat sind sie bloß als Zwergmäuse („pygmy mice“) bekannt, ein Name, der im deutschen Sprachgebrauch zur Verwechslung mit der europäischen Zwergmaus führen würde, die nicht verwandt ist.
Das Verbreitungsgebiet reicht vom Südrand der USA über Mexiko bis Nicaragua. Hier leben sie in halbwüstenartigen Gegenden, wo sie den Schutz von Sträuchern suchen. Ihre Nahrung sind grüne Pflanzenteile, in geringen Mengen vertilgen sie auch Samen und Insekten.
Amerikanische Zwergmäuse können sich das ganze Jahr über fortpflanzen. Die Tragzeit beträgt bei ihnen 20 Tage, anschließend kommen 1 bis 5 Junge zur Welt. Ein in Gefangenschaft lebendes Weibchen hatte in einem Zeitraum von nur 200 Tagen neunmal geworfen. Die Jungen leben in der Wildnis in einem Nest aus trockenen Pflanzenteilen, das im Schutz eines Strauchs oder unter einem Ast liegt. Beide Eltern sorgen für den Nachwuchs, der schon im Alter von 30 Tagen weitgehend selbständig ist. In Gefangenschaft betrug die Lebensdauer einer Zwergmaus drei Jahre, in der Wildnis dürfte sie niedriger sein.
Zwei Arten werden unterschieden:
- Nördliche Zwergmaus, Baiomys taylori, nördl. Mexiko, Texas, Oklahoma, Arizona
- Südliche Zwergmaus, Baiomys musculus, südl. Mexiko bis Nicaragua

Die Nördliche Zwergmaus war bis in die 1950er-Jahre nicht auf US-Gebiet heimisch, hat aber seitdem ihr Verbreitungsgebiet stetig nach Norden ausgedehnt. In den 1990ern wurde sie erstmals auch in New Mexico gesehen. Es wird vermutet, dass die menschliche Veränderung der Landschaft durch die Landwirtschaft den Tieren zugutekommt.
Ihre nächsten Verwandten sind die Braunmäuse (Scotinomys), mit denen sie gemeinsam die Gattungsgruppe der Baiomyini innerhalb der Neotominae bilden.